# Södra Kärrs IBK
Södra Kärrs IBK, bildad 1987, var en innebandyklubb i Torsås i Sverige. Herrarna spelade i Sveriges högsta division säsongen 1995–1996. 2002 slogs verksamheten ihop med Slätafly IBK.

### Fotnoter
1. ↑  ”Elit Södra 1995/96”. Svenska innebandyförbundet. https://issuu.com/innebandy.se/docs/199596hes?viewMode=doublePage. Läst 3 januari 2018.